# Oberea yaoshana
Oberea yaoshana är en skalbaggsart som beskrevs av J. Linsley Gressitt 1942. Oberea yaoshana ingår i släktet Oberea och familjen långhorningar. Inga underarter finns listade i Catalogue of Life.